# Live at the Gaslight 1962
Live at the Gaslight 1962 — концертний альбом американського музиканта та автора пісень Боба Ділана, виданий 30 серпня 2005 року лейблом Columbia Records

## Про альбом
Платівка складається із записів, зроблених на початку кар'єри Ділана в кафе The Gaslight, розташованого в одному із районів Нью-Йорка. Композиції, які увійшли в альбом (а це, в основному, версії Ділана традиційних народних пісень та декілька власних робіт музиканта) до цього можна було придбати лише нелегально, оскільки вони не були представлені в жодному офіційному альбомі.
Платівка продавалась через мережу кафе Starbucks, із якою Ділан уклав угоду на 18 місяців. Незважаючи на те, що угоди із цією компанію укладали і інші музиканти, саме Ділана особливо критикували за такий вчинок (оскільки в своїх піснях Ділан часто критикував капіталізм).

## Список пісень
| #   | Назва                               | Автор     | Тривалість |
| --- | ----------------------------------- | --------- | ---------- |
| 1.  | «A Hard Rain's A-Gonna Fall»        |           | 6:40       |
| 2.  | «Rocks and Gravel»                  |           | 4:58       |
| 3.  | «Don't Think Twice, It's All Right» | Bob Dylan | 3:09       |
| 4.  | «The Cuckoo (Is a Pretty Bird)»     |           | 2:18       |
| 5.  | «The Moonshiner» (Moonshiner)       |           | 4:05       |
| 6.  | «Handsome Molly»                    |           | 2:44       |
| 7.  | «Cocaine»                           |           | 2:56       |
| 8.  | «John Brown»                        |           | 5:53       |
| 9.  | «Barbara Allen»                     |           | 7:49       |
| 10. | «West Texas»                        |           | 5:37       |